# Канюков, Сергей Валерьевич
Сергей Валерьевич Канюков (род. 19 апреля 1971, Фалёнки) — советский и российский хоккеист, нападающий. Мастер спорта России.

## Биография
Воспитанник спортшколы Глазова, первый тренер В. К. Галкин. Выступал за команды «Прогресс» Глазов (1987/88 — 1992/93, 1995/96, 2001/02 — 2008/09; 741 матч, 418 (211+207 очков)), «Ижсталь» Ижевск (1990/91 — 1991/92, 1999/2000, 2000/01), «Итиль» Казань (1992/93 — 1994/95), ЦСК ВВС Самара (1995/96), «Полимир» Новополоцк (1996/97, чемпион Беларуси), «Кедр» Новоуральск (1997/98, 2000/10), «Металлург» Серов (1998/99 — 1999/2000).